# Peng!
Peng! è l'album discografico in studio di debutto del gruppo musicale inglese Stereolab, pubblicato nel 1992.

## Tracce
1. Super Falling Star – 3:16
2. Orgiastic – 4:44
3. Peng! 33 – 3:03
4. K-Stars – 4:04
5. Perversion – 5:01
6. You Little Shits – 3:25
7. The Seeming and the Meaning – 3:48
8. Mellotron – 2:47
9. Enivrez-Vous – 3:51
10. Stomach Worm – 6:35
11. Surrealchemist – 7:13

## Formazione
- Lætitia Sadier - voce
- Tim Gane - chitarra, organo farfisa, sintetizzatore moog
- Joe Dilworth - batteria
- Martin Kean - basso